# رزبری، نیو ساوت ولز
رزبری (به انگلیسی: Rosebery) یک حومه شهر در استرالیا است که در نیو ساوت ولز واقع شده‌است.